# Ем-Джей (Кіновсесвіт Marvel)
Міше́ль Джонс-Ва́тсон (англ. Michelle Jones-Watson), найчастіше просто Ем-Джей (англ. MJ), — персонаж з медіафраншизи Кіновсесвіту Marvel (КВМ), яку зображує Зендая, вона віддає певну данину Мері Джейн «Ем-Джей» Вотсон, любовний інтерес Людини-павука в коміксах та різних медіа.
Вона зображена як розумна, завзята однокласниця Пітера Паркера у фільмі «Людина-павук: Повернення додому» і стає його любовним інтересом у сиквелі «Людина-павук: Далеко від дому», унікальному аспекті для оригінальних персонажів франшизи КВМ. Спочатку роль Зендаї була предметом суперечок через переконання, що на роль Мері Джейн Вотсон була обрана афроамериканка, хоча її зображення нової героїні отримала схвальні відгуки після виходу першого фільму як сильна жінка другого плану, додатково отримавши премію «Сатурн» за найкращу жіночу роль другого плану за роль у другому фільмі. Вона має повернутися у фільмі «Людина-павук: Додому шляху нема» (2021).

## Створення та концепція
|              | У неї справді класний гардероб, справді кумедний, багато літературних кивків. Мені подобається думка, що вона справжня читачка і любить читати. У неї завжди є велика стопка книг, які вона тягає із собою, і я їх вибирав і зациклився на них. |
| — Джон Воттс | |

Згідно зі сценаристом «Людина-павук: Повернення додому» Джоном Френсісом Дейлі, Ем-Джей була задумана як переосмислення Мері Джейн Вотсон. У той час як її псевдонім було даниною другому персонажу в коміксах та інших медіа про Людину-павука, президент Marvel Studios Кевін Файґі підтвердив, що вона є оригінальним персонажем Кіновсесвіту Marvel. Файґі додав: «Протягом багатьох років у Пітера було багато друзів у коміксах, багато однокласників і персонажів, з якими він спілкувався. Це була не тільки Мері Джейн Вотсон; це була не тільки Ґвен Стейсі; це був не тільки Гаррі Озборн. Тож нас дуже цікавили інші персонажі, і саме звідти прийшла Ліз і звідси з’явилася версія персонажа Мішель». Джон Воттс порівнював характер Аллі Шіді Рейнольдса з Клуб «Сніданок» (1985) і Карделліну Ліндсей Вейр з Диваки і навіжені (1999- 2000). 
Повне ім’я персонажа — «Мішель Джонс», хоча це ім’я не вимовляється на екрані. У «Людина-павук: Далеко від дому» у вигляді паспорта персонажа видно лише ім’я Мішель.

## Зображення та характеристика

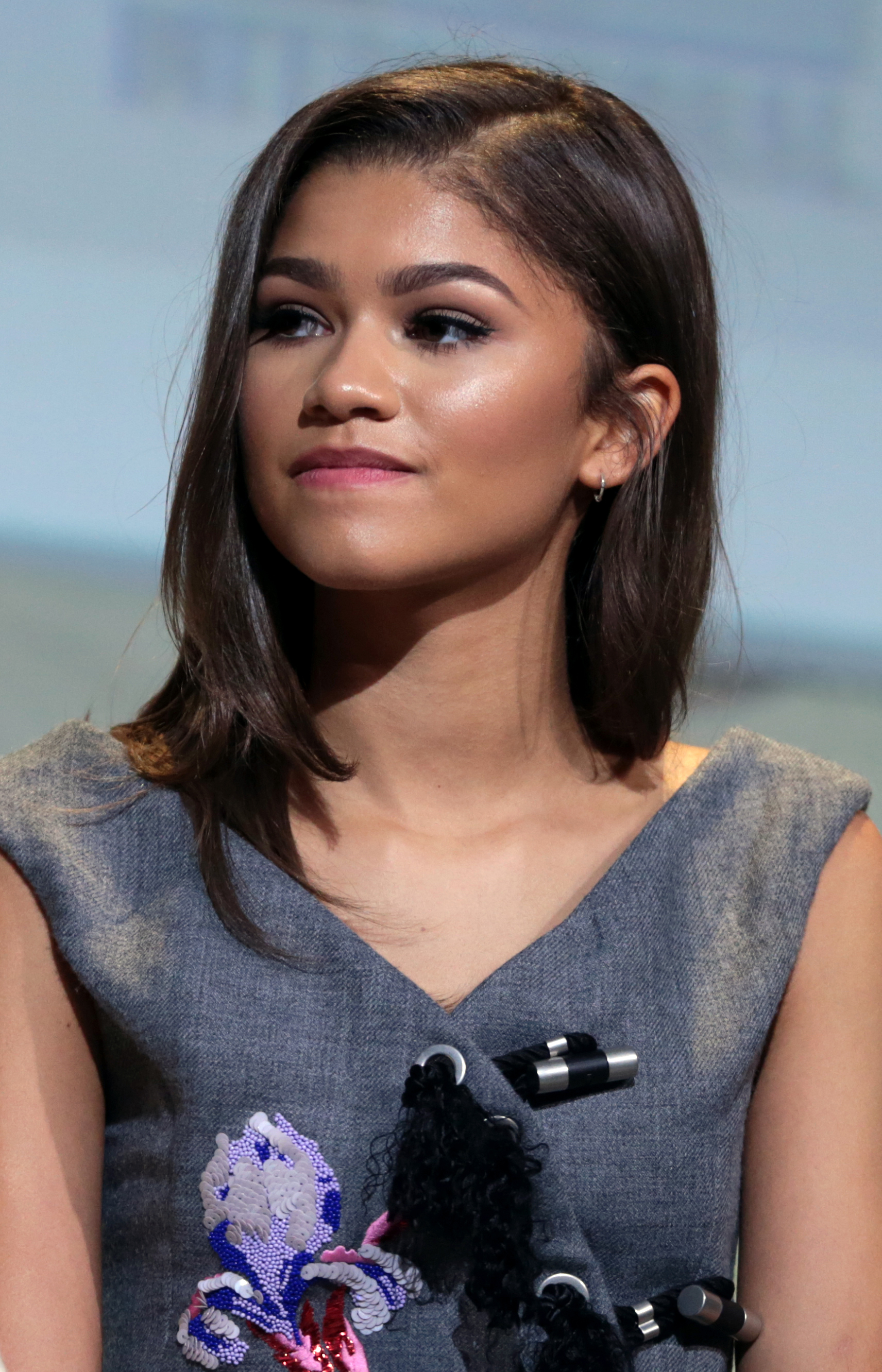
Зендая зображує персонажа в КВМ.

Ем-Джей зображена актркою Зендаєю в Кіновсесвіті Marvel як студенткою Мидтаунської школи науки і технологій, як одна з однокласників і друзів Пітера Паркера. Через роки після від'їзду Ліз вони з Пітером зав'язують романтичні стосунки. Ем-Джей — уїдлива і скромна, але також добра і доброзичлива. Вона часто виступає як голос розуму, і вона дає Пітеру розраду та поради.
Її персонаж зображений як розумна дівчина і книжковий черв'як; Зендая описала свого персонажа як «дуже сухого, незграбного, інтелектуального», що має інтровертну особистість через свій інтелект. На відміну від попередніх другорядних жіночих персонажів у фільмах про Людину-павука, таких як Мері Джейн Вотсон з трилогії Сема Реймі та Ґвен Стейсі з фільмів Нової Людини-павука, Ем-Джей не починається як романтичний інтерес. Натомість персонаж Ліз спочатку був створений для ролі романтичного інтересу до продовження. Ем-Джей не зображена як дівчина в лиху, на відміну від Мері Джейн Вотсон у фільмах Реймі, але, як і Ґвен Стейсі в серіалі «Нова Людина-павук », вона готова допомагати Пітеру в його битвах, ставлячи себе в небезпеку, а також є блискучий студент, як-от Ultimate Marvel втілення Мері Джейн Вотсон.

## Біографія вигаданого персонажа

### Капітан десятиборства
У 2016 році Мішель, широко відома як Ем-Джей, представлена як студентка Мидтаунської школи науки і технологій і любить знущатися над своїми однокласниками, включаючи Пітера Паркера. Їй надається можливість замінити Ліз, яка покидає, як капітан академічної команди з десятиборства, і вона починає більше відкриватися з товаришами по команді, такими як Нед Лідс і Паркер.

### Шкільні канікули
У 2024 році Ем-Джей відвідує спонсовану школою поїздку до Європи, де її прихильності шукають Паркер і Бред Девіс. Коли вона виявляє, що Паркер є Людиною-павуком, Ем-Джей допомагає виявити шахрайство Містеріо, викриваючи його як того, хто влаштував вторгнення Елементалів. Незабаром після своєї поїздки до Європи, Ем-Джей і Паркер починають відносини, і мати їх перше побачення, хитаючись у місті, хоча Ем-Джей пізніше жахнулася, коли TheDailyBugle.net ' Джей Джона Джеймсон випускає фейкову новину з Містеріо і Людиною-павуком, стверджуючи, що Людина-павук відповідальний за битву в Лондоні і розкрив його особистість.

### Викриття ідентичністи і вторгнення в мультивсесвіт РФ
Через тиждень після того, як Паркера обвинувачують у вбивстві Бека, Ем-Джей разом з Пітером і Недом повертаються до дому тітки і доглядача Пітера Мей Паркер, і врешті-решт його допитують і беруть під варту Департаментом контролю шкоди. Потім звинувачення з них були б зняті адвокатом Меттом Мердоком, хоча їхні суперечки тривали б, оскільки їм було відмовлено в університетських заявах. Паркер порадився зі Стівеном Стренджем щодо заклинання, яке допомогло б людям забути, що він Людина-павук, яке Стрендж наклав на нього, але воно йде жахливо через багато змін, які включали знання Ем-Джей про особу супергероя її хлопця. Після заклинання Стрендж докоряв його за те, що він не намагався зв’язатися з MIT, перш ніж було накладено заклинання. Що змушує Паркера спробувати переконати адміністратора Массачусетського технологічного інституту прийняти заявку Неда та Ем-Джей. Після спроби Пітера незабаром з’ясовується, що заклинання принесло багато реалій мультивсесвіту ворогів Людини-Павука, які знають, що Паркер — це Людина-Павук. Ем-Джей допомагає Паркеру та Неду знайти «відвідувачів» цих усесвітів. Ем-Джей і Нед також випадково створили портал із кільця Стренджа, коли одного разу намагалися знайти Паркера, але замість цього знайшли альтернативну версію Пітера (пізніше під кодовою назвою Пітер-Три) в одній спробі та в іншій (пізніше під кодовою назвою як Пітер-Два) в іншій спробі. Нед і Ем-Джей врешті знаходять свого Паркера і дізнаються про смерть Мей від рук Нормана Осборна. У протистоянні між Людинами-павуками та їхніми лиходіями біля Статуї Свободи, Нед і Ем-Джей захищають оригінальне заклинання Стренджа, коли Людини-павуки разом борються зі своїми ворогами. Ем-Джей падає зі Статуї Свободи після того, як Гарбузова бомба від Нормана підірвала об'єкт, який містить заклинання. Паркер-два намагався врятувати Ем-Джей, але його зупинив Норман. Потім її врешті врятував Пітер-три, який відчув горе, згадуючи про втрату власної дівчини в подібній ситуації. Перш ніж Стрендж знову виправляє заклинання, ставлячи нове, яке змусить усіх людей забути Паркера, Пітер і Ем-Джей зізнаються в коханні один одному і пристрасно цілуються. Пізніше Паркер намагається знову представитися як Ем-Джей, так і Неду, але виявляється не в змозі зробити це.

## Сприйняття

### Конфлікт кастингу

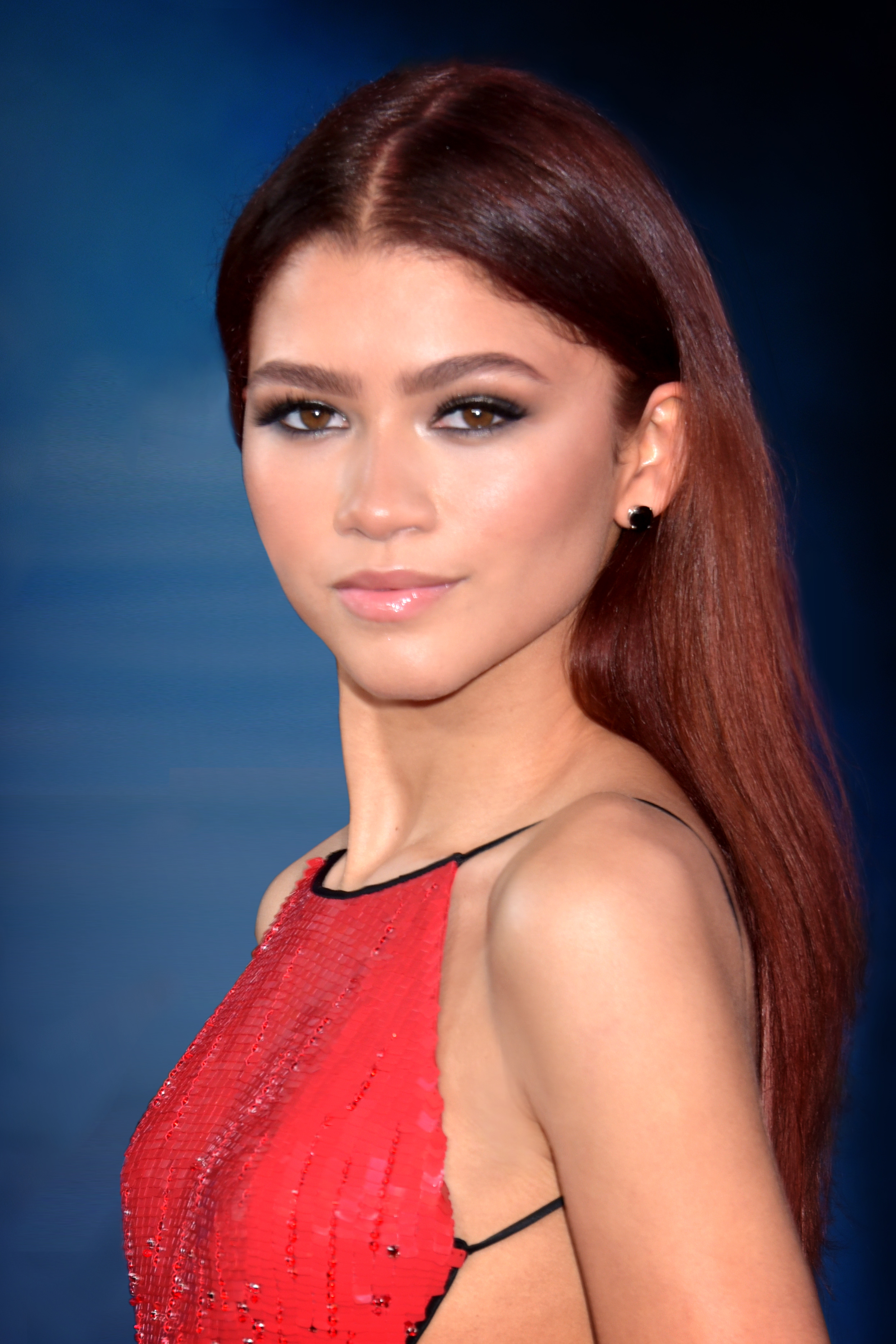
Зендая на прем'єрі «Людина-павук: Далеко від дому» в 2019 році

За даними ЗМІ, після оголошення про те, що Зендая знімається, виникло багато суперечок і спекуляцій щодо того, що афроамериканська актриса Зендая зіграє Мері Джейн Вотсон. ЗМІ захищали Зендаю з цього приводу разом із режисером серіалу «Вартові Галактики» Джеймсом Ґанном у соціальних мережах. Зендая відповіла на чутки про її героїню як Мері Джейн в інтерв'ю The Hollywood Reporter, сказавши:
Кожного разу, коли ми були на знімальному майданчику, один з нас отримує випадкове ім’я персонажа [на аркуші виклику]. [Блоґери] думали: «О, вони повинні бути такими-то». І ми просто тріскаємося з цього приводу, тому що це як: «Що б ви не хотіли думати». Ви дізнаєтеся. Смішно дивитися на гру у відгадки. Але, звичайно, буде обурення через це, тому що чомусь деякі люди просто не готові. Я кажу: «Я не знаю, в якій Америці ви живете, але з того, що я бачу, виходячи з вулиць Нью-Йорка зараз, я бачу багато різноманітності, я бачу реальний світ, і він прекрасний, і це те, що має бути відображено, і це те, що відбивається, тому вам просто доведеться це подолати». 
Вона також підтвердила, що, незважаючи на плутанину, вона «100% Мішель», а не Мері Джейн, як багато хто припускає. Однак Мішель розкриває в «Людина-павук: Додому шляху нема», що її повне ім'я — Мішель Джонс-Ватсон.

### Реакції
У фільмі «Повернення додому» кінокритики сприйняли персонажа Ем-Джей позитивно, а Зендаю називали «викрадачкою сцени» у її першій головній ролі в кіно, незважаючи на вельми обмежений час на екрані. Кейтлін Буш з Inverse була вдячна за те, що героїня не Мері Джейн Вотсон, і висловила думку, що оригінальний персонаж краще підходить для фільму.
Героїня також отримала позитивні відгуки з феміністичної точки зору, особливо в «Людина-павук: Далеко від дому». Карен Ган з Polygon вважала, що персонаж є позитивним уявленням про сильних жіночих персонажів, а Vanity Fair зазначила, що Ем-Джей не зображувався як воїн, як Пеґґі Картер Гейлі Етвелл, Накія Люпіти Ніонґо чи Гоуп Еванджелін Ліллі, але також не дівчисько. Деяким журналістам її особистість нагадувала Дар'ю Моргендорффер у фільмі Дарія. Рейчел Лейшман з The Mary Sue описала версію героїні КВМ як надзвичайно важливу в житті Пітера Паркера.
Піт Гаммонд з Deadline Hollywood охарактеризував Ем-Джей разом з Паркером і Недом Лідсом як «безцінне тріо» у своїй рецензії на «Людина-павук: Додому шляху нема». Браян Лоурі з CNN відзначив стосунки між трьома персонажами у фільмах як більш зрілі. Сем Мачковеч з Ars Technica також похвалив хімію тріо, зазначивши, що в другому фільмі і Ем-Джей, і Нед мали суперництво один з одним у стосунках Пітера, але в третьому фільмі вони зрештою були більш пов’язані. Браян Таллеріко з RogerEbert.com оцінив хімію у фільмі «Людина-павук: Додому шляху нема» Ем-Джей і Тома Холланда Паркера. Браян висловив думку, що цей фільм є першим із фільмів, у якому їхні стосунки сяють. Він також зазначив, що «вона втілює емоційні останні удари свого персонажа таким чином, що додає ваги фільму, який може здаватися трохи повітряним з точки зору виконання». Дон Кей з Den of Geek також похвалив хімію Ем-Джей з Паркером, а також зазначив, що і вона, і Баталон «надають ніжне комічне полегшення». Дженніфер Біссет з CNET описала свою роль як набагато більше, яку потрібно зробити в третьому фільмі, а також відзначила, що роль Зендаї була обдарована ростом характеру. У третьому фільмі Елі Ґласнер з CBC News описав Ем-Джей як ту, хто має сильнішу основу з Паркером.

### Нагороди
Зендая виграла 45-ту премію Saturn Awards за найкращу жіночу роль другого плану за зображення персонажа у 2018–2019 роках.

## В інших медіа
Тимчасовий ігровий скін персонажа Зендаї та Пітера Паркера «Зима 2021 та 2022 років» був представлений Fortnite після виходу «Людина-павук: Додому шляху нема».